# Famille Altoviti
 (mars 2018).
Si vous disposez d'ouvrages ou d'articles de référence ou si vous connaissez des sites web de qualité traitant du thème abordé ici, merci de compléter l'article en donnant les références utiles à sa vérifiabilité et en les liant à la section « Notes et références ».
La famille Altoviti est une famille noble italienne subsistante, d'extraction médiévale, originaire de Florence.

## Origine

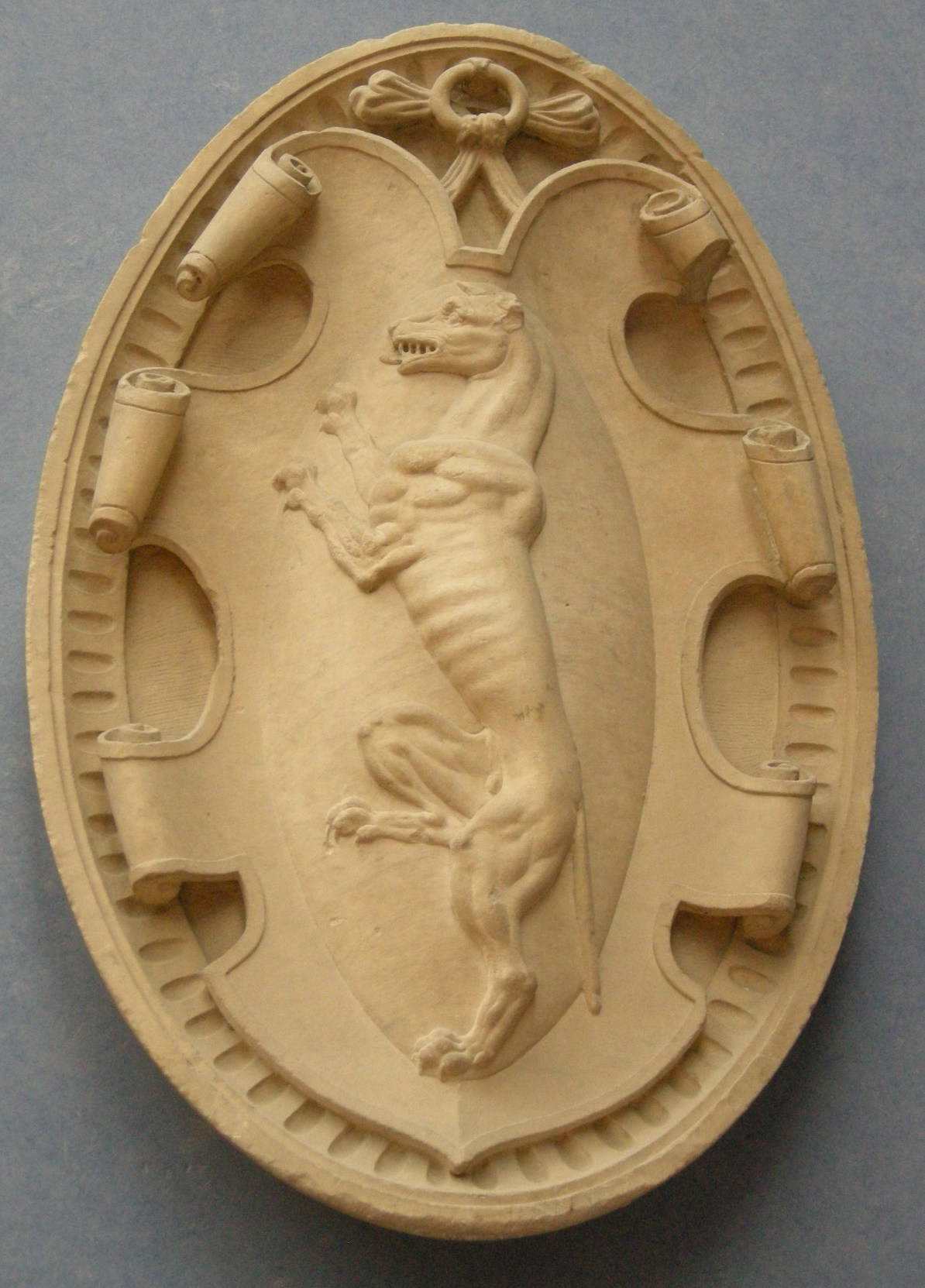
Blason des Altoviti, Musée Bardini

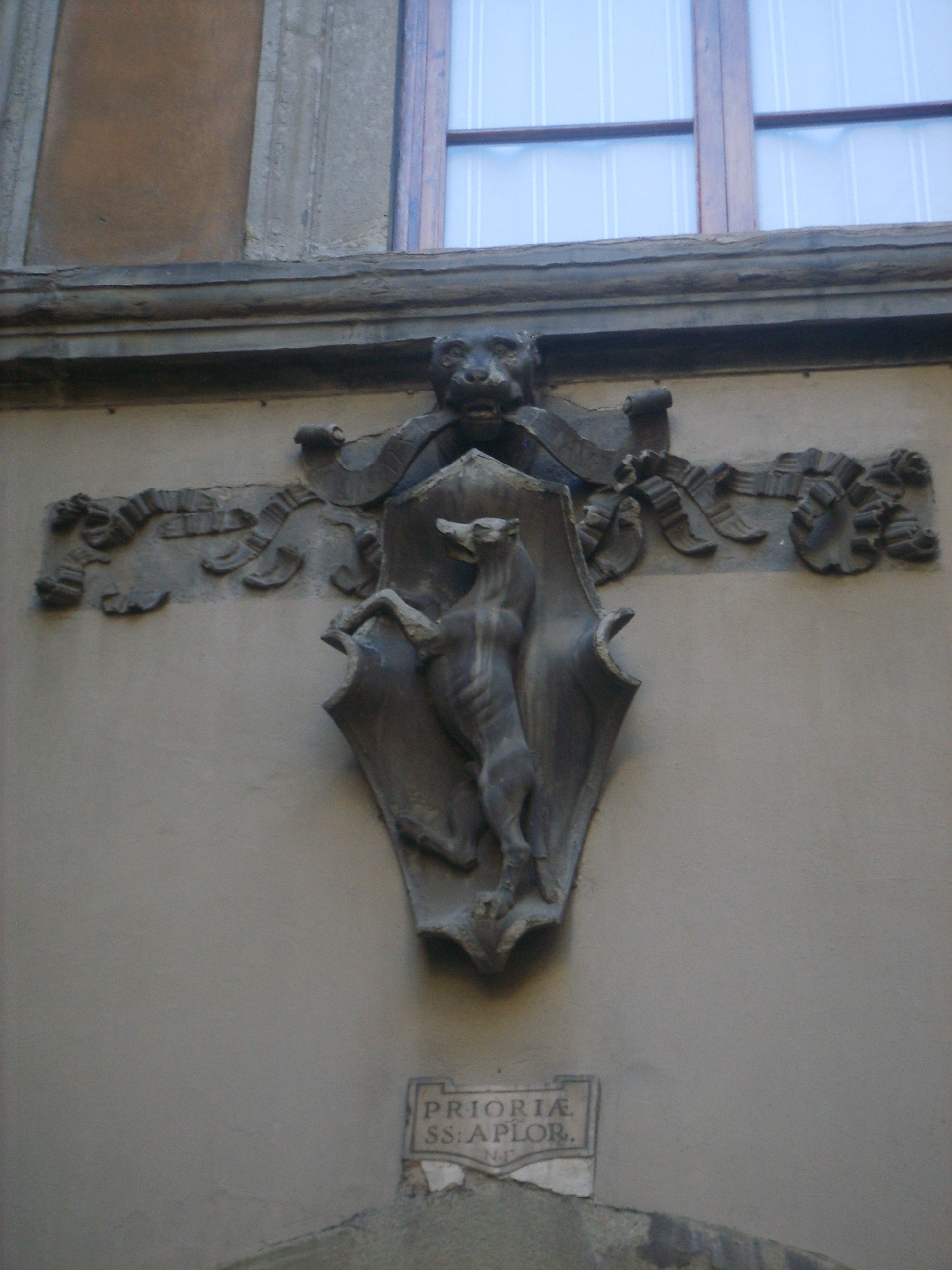
Blason Altoviti, piazza del Limbo

Portrait de Bindo Altoviti par Raphaël, National Gallery, Washington

Les origines de la famille sont incertaines et font débat parmi les historiens.
Lors de fouilles dans la région de Fiesole, une épigraphe romaine a été découverte comportant le texte « Furio Cammillo Altovita » neveu de Marcus Furius Camillus. Pour cette raison, Enea Silvio Piccolomini, futur pape Pie II émit l'hypothèse que l'origine des Altoviti était romaine.
D'autres chercheurs se sont basés sur le blason, dont le loup ferait remonter la lignée à un certain Longobardo di Corbizzo, qui, en 1192, habitait Borgo Santi Apostoli et avait sept fils, parmi lesquels un nommé Altovita qui pourrait être le premier de la lignée de la famille et aurait été armé par l'empereur Frédéric II du Saint-Empire (le loup écorché symbolisant les preux capitaines).
Une autre hypothèse lie l'origine de la famille avec celle des Squarcialupi.
Le généalogiste Luigi Passerini, dans sa Genealogia e storia della famiglia Altoviti (1871), estime que les Altaviti ont du « sang lombard », basant son opinion, non sur des documents, mais uniquement sur le nom des aïeux qui lui semblent d'origine lombarde. Il situe leur origine dans la vallée supérieure de l'Arno, en relation avec leurs possessions territoriales en ces lieux. Il exclut tout lien avec les Squarcialupi et indique que le premier document certain qui nous soit parvenu et les concernant date de 1153.

## Histoire
L'hypothèse sur l'origine de la famille la plus plausible, car documentée, est celle qui situe l'origine de la famille Altoviti au  Valdarno supérieur, où la famille avait de nombreuses propriétés. Le premier de la souche, un certain Corbizzo di Gollo di Tebaldo est documenté à Florence en 1153 comme témoin et en 1170 comme acquéreur d'une maison avec tour via San Niccolò.
- Altovito, né vers 1240, fils de Davanzato di Longobardo di Corbizzo, donne naissance à la lignée Altoviti.
- Corbizzo di Caccia di Corbizzo donne naissance à la lignée des Corbizzi.

Les Altoviti ont donc été accolés aux Corbizzi.
Avec le temps la famille s'est divisée en diverses branches :
- Une obtint le titre de marquis en 1633 par l'empereur Ferdinand II du Saint-Empire ;
- Une, fusionnée en Niccolai-Lazzerini, a été admise au patriciat romain en 1592, et en 1700 devint héritière de la famille Avila, donnant l'origine aux Altoviti-Avila
- Une reçut en 1770 le nom Sangalletti par hérédité (Altoviti-Sangalletti)

En tout, cinq branches ont ainsi été reconnues au patriciat florentin après la révision de 1751.

## Charges
Les Altoviti ont détenu de nombreuses charges à Florence, aussi bien politiques que religieuses. L'historien Nikola Ottokar écrit qu'à la fin du Duecento (1282-1292) « nel sesto di Borgo (Sesto di Santa Trinita) les Spini, les Acciaiuoli et les Altoviti composent déjà plus d'un tiers du nombre total des Prieurs ».
La famille était du parti guelfe. Elle compta de hauts dignitaires :
- divers consuls et Anziani à la Commune ;
- 11 gonfalonniers de justice (1282-1530) ;
- 107 prieurs de Libertà alla Repubblica (1282-1530) ;
- 61 des XII Buonuomini (1329-1524) ;
- 67 des XVI di Compagnia (1323-1529) ;
- 11 Sénateurs du Grand-duché (1546-1736) ;
- 2 de l'Ordre de Santiago ;
- 14 chevaliers de Justice ;
- 1 Grand Chancelier
- 1 Balì Grande Croix de Dévotion de l'Ordre de Saint-Étienne, pape et martyr.

## Personnalités
- Jacopo Altoviti, moine de l'Ordre des Prêcheurs, a été évêque de Fiesole de 1389 à 1408 et a été à l'origine d'une série de constructions et agrandissements : palazzo Vescovile, Duomo, Couvent San Domenico). Tous ces édifices ainsi que d'autres secondaires comportent le blason des Altoviti.
- Neri Altoviti a été évêque et fonda en 1637 le Seminario vescovile di Fiesole.
- Bindo Altoviti, riche banquier hostile à la prise de pouvoir de Cosme Ier de Toscane, vit ses biens confisqués et dut s'exiler à Rome, où il patronna des artistes comme Raphaël et Benvenuto Cellini, qui le représentèrent dans leurs œuvres. Giorgio Vasari lui dédicaça le retable Allegoria della Concezione pour  l'église Santi Apostoli.
- Antonio Altoviti, fils du précédent, archevêque de Florence malgré l'opposition de Cosme Ier qui l'empêcha de prendre possession de sa charge pendant une vingtaine d'années. Ce n'est qu'après l'attribution par le pape du titre de grand-duc que Cosme Ier accepta la nomination d'Altoviti en tant qu'archevêque lui permettant de s'installer finalement à Florence. En 1571, Antonio authentifia les Chapitres de la Relation sur Invenzione dell'Immagine dell'Impruneta et fut secrétaire de Paul III.
- Giovanni Battista Altoviti, l'autre fils de Vito, fut un banquier qui, comme son père, fut adversaire politique des Médicis.

Ce n'est que sous Cosme II de Médicis que la famille se réconcilia avec les Médicis et reprit possession de ses biens.

## Possessions
À Florence, les Altoviti possédaient de nombreuses maisons dans la zone Borgo Santi Apostoli et détenaient le patronat de l'église Santi Apostoli. Au numéro 18 de se trouvait le Palais des Altoviti, une maison forte que les Florentins appelaient Il Palagio.
À Borgo Santi Apostoli ses possessions étaient nombreuses : palais au numéro 14, maison au 25 avec un buste de Cosme Ier, les maisons sur lesquelles a été construit le Palais Borgherini et un petit palais la Canonica sur piazza del Limbo, à côté de l'église Santi Apostoli, sur la façade de laquelle se trouve un grand blason de la famille.
- Palais Valori-Altoviti - Borgo Albizi,
- Palais Ricci-Altoviti - via de' Vecchietti et
- Palais Altoviti - Sangalletti - via de' Tornabuoni.
- Patronat de l'église San Pietro a Cintoia, Greve in Chianti.

## Armes
Le blason des Altoviti comporte un loup écorché d'argent sur fond noir et fait référence à un loup légendaire qui aurait sauvé le fondateur de la dynastie en dévorant son ennemi.
Grâce aux charges détenues en tant que podestat dans les nombreuses villes sous domination florentine, ce blason est visible dans de nombreux palais de villes toscanes : Cascia, San Giovanni Valdarno, Castiglion Fiorentino, Scarperia, Arezzo, San Gimignano, Colle di Val d'Elsa, Radda in Chianti, Lari, Buggiano, Pescia et Certaldo.